# ألبرتو أديلا
ألبرتو أديلا (مواليد 1934) هو ملاكم فلبيني، مثّل بلاده في الألعاب الأولمبية الصيفية 1956.

## روابط خارجية
ألبرتو أديلا على موقع أوليمبيديا (الإنجليزية)